# Andrena calvata
Andrena calvata är en biart som beskrevs av Laberge 1967. Andrena calvata ingår i släktet sandbin, och familjen grävbin. Inga underarter finns listade i Catalogue of Life.